# Agelasta konoi okinawana
Agelasta konoi okinawana es una subespecie de escarabajo longicornio del género Agelasta, categorizada en la tribu Mesosini, de la subfamilia Lamiinae. Fue descrita por Hayashi en 1960.

## Descripción
Mide 12-17 mm de longitud.

## Distribución
Se distribuye por Asia: Japón.